# HD 27497
HD 27497，又名BD+05 631，SAO 111756、HR 1360，是一颗恒星，视星等为5.77，位于銀經187.61，銀緯-29.49，其B1900.0坐标为赤經4h 15m 21.3s，赤緯+5° -29.49′ 33″。